# César Velázquez
César Alfredo Velázquez Cuenca (Asunción, Paraguay, 16 de septiembre de 1972) es un exfutbolista paraguayo. Jugaba de portero y militó en diversos clubes de Latinoamérica entre ellos Independiente y Cerro Porteño. 
Pese a ser paraguayo, hizo gran parte de su carrera futbolística en Argentina, donde jugó tanto en la Primera División como en el Ascenso. También participó en las Olimpiadas de 1992 en Barcelona con la Selección de Fútbol de Paraguay.
Estuvo de entrenador de arqueros en Banfield, Independiente, Colon, Nueva Chicago, Argentinos y El Porvenir. Fue parte del cuerpo técnico de Nueva Chicago en el año 2012. 

## Clubes
| Club                                          | País      | Año       |
| --------------------------------------------- | --------- | --------- |
| Sol de America                                | Paraguay  | 1990-1991 |
| Independiente                                 | Argentina | 1992-1994 |
| Arsenal de Sarandí                            | Argentina | 1994-1995 |
| Independiente                                 | Argentina | 1995-1997 |
| Unión Española                                | Chile     | 1997      |
| Independiente                                 | Argentina | 1998-1999 |
| Atlético Junior                               | Colombia  | 1999      |
| Nueva Chicago                                 | Argentina | 2000-2003 |
| Cerro Porteño                                 | Paraguay  | 2003      |
| Argentinos Juniors                            | Argentina | 2004      |
| Olimpia                                       | Honduras  | 2004      |
| Quilmes                                       | Argentina | 2005      |
| Juventud Unida Universitario                  | Argentina | 2005      |
| Estudiantes de Río Cuarto                     | Argentina | 2006-2007 |
| Deportivo Roca                                | Argentina | 2007-2008 |
| Douglas Haig                                  | Argentina | 2008-2009 |
| Club Atlético y Social Defensores de Belgrano | Argentina | 2009      |

## Títulos
| Título          | Club          | País      | Año  |
| --------------- | ------------- | --------- | ---- |
| Torneo Clausura | Independiente | Argentina | 1994 |